# Solent Thrashers
I Solent Thrashers sono una squadra di football americano di Southampton, in Inghilterra, fondata nel 2003. Hanno vinto un campionato britannico di secondo livello (valido anche come BritBowl di categoria).

## Dettaglio stagioni

### Tornei nazionali

#### Campionato

##### BAFA NL Premiership
| Stagione | regular season | regular season | regular season | regular season | regular season | regular season | playoff | playoff | playoff | playoff | playoff | playoff   | playoff    |
|          | Vin            | Par            | Per            | Tot            | PF             | PS             | Vin     | Per     | Tot     | PF      | PS      | risultato | avversaria |
| -------- | -------------- | -------------- | -------------- | -------------- | -------------- | -------------- | ------- | ------- | ------- | ------- | ------- | --------- | ---------- |
| 2022     | 5              | 0              | 5              | 10             | 180            | 240            | -       | -       | -       | -       | -       | -         | -          |
| Totale   | 5              | 0              | 5              | 10             | 180            | 240            | -       | -       | -       | -       | -       |           |            |

Fonti: Enciclopedia del Football - A cura di Massimo Mezzetti

##### BAFA NL National/BAFA NL Division One
| Stagione | regular season | regular season | regular season | regular season | regular season | regular season | playoff | playoff | playoff | playoff | playoff | playoff                    | playoff          |
|          | Vin            | Par            | Per            | Tot            | PF             | PS             | Vin     | Per     | Tot     | PF      | PS      | risultato                  | avversaria       |
| -------- | -------------- | -------------- | -------------- | -------------- | -------------- | -------------- | ------- | ------- | ------- | ------- | ------- | -------------------------- | ---------------- |
| 2014     | 10             | 0              | 0              | 10             | 430            | 64             | 1       | 1       | 2       | 49      | 37      | Semifinale                 | Edinburgh Wolves |
| 2015     | 7              | 1              | 2              | 8              | 335            | 135            | 1       | 1       | 2       | 45      | 50      | Finale Southern Conference | Farnham Knights  |
| 2016     | 5              | 0              | 5              | 10             | 287            | 235            | -       | -       | -       | -       | -       | -                          | -                |
| 2017     | 6              | 0              | 4              | 10             | 224            | 199            | 0       | 1       | 1       | 29      | 55      | Quarti di finale           | London Olympians |
| 2018     | 9              | 0              | 1              | 10             | 338            | 115            | 1       | 1       | 2       | 49      | 22      | Semifinale                 | Kent Exiles      |
| Totale   | 37             | 1              | 12             | 50             | 1614           | 748            | 3       | 4       | 7       | 172     | 164     |                            |                  |

Fonti: Enciclopedia del Football - A cura di Massimo Mezzetti

### Riepilogo fasi finali disputate
| Anno              | Luogo | Evento               | Fase del torneo            | Incontro                            | Risultato |
| 31 agosto 2014    |       | BAFA NL Premiership  | Semifinale                 | Solent Thrashers - Edinburgh Wolves | 14 - 17   |
| 13 settembre 2015 |       | BAFA NL Division One | Finale Southern Conference | Farnham Knights - Solent Thrashers  | 38 - 27   |
| 6 agosto 2017     |       | BAFA NL Division One | Quarti di finale           | London Olympians - Solent Thrashers | 55 - 29   |
| 26 agosto 2018    |       | BAFA NL Division One | Semifinale                 | Solent Thrashers - Kent Exiles      | 6 - 10    |

## Palmarès
- 1 BritBowl/Titolo britannico di 2º livello (2019)